# Tiémoko Konaté
Tiémoko Konaté (* 3. März 1990 in Abidjan) ist ein ivorischer ehemaliger Fußballspieler.

## Karriere

### Verein
Konaté startete seine Profi-Karriere mit École de Football Yéo Martial und gewann mit dem Verein 2011 die Championnat National de 2ème Division. Nachdem er gewichtigen Anteil am Aufstieg von EFYM hatte, wurde er zum Spieler des Jahres der MTN Ligue 2 gewählt. Im Januar 2012 verließ er EFYM und wechselte zum amtierenden MTN Ligue 1 Meister Africa Sports National. Mit dem Verein spielte er am 27. Februar 2012 den Supercoupe Houphouet-Boigny verlor jedoch 1:2 nach der Verlängerung gegen ASEC Mimosas. Sechs Jahre war Konaté anschließend bei Sparta Prag unter Vertrag, bevor er kurz zu deren Ligakonkurrenten FK Mladá Boleslav wechselte und schließlich, 2019, zum dänischen Zweitligateam Vendsyssel FF, wo er bis zum Ende der Spielzeit 2022/2023 blieb.

### Nationalmannschaft
Konaté wurde am 28. Februar 2012 erstmals in die ivorische Fußballnationalmannschaft berufen. Er gab sein Debüt im Freundschaftsspiel gegen die Guineische Fußballnationalmannschaft am 29. Februar, wo er in der 90. Minute für Gervinho eingewechselt wurde. Allerdings spielte er nur ein weiteres Mal, 2016, für das Nationalteam.

## Titel
- 2010: Nominierung Spieler des Jahres Ligue 2[8]
- 2011: Championnat National de 2ème Division
- 2012: Spieler des Jahres Ligue 2
- 2012: Finalist im Supercoupe Houphouet-Boigny